# Led Zeppelin (DVD)
Led Zeppelin è un doppio DVD dal vivo dell'omonima rock band inglese. Contiene registrazioni effettuate dal 1969 al 1979 ed include esibizioni effettuate alla Royal Albert Hall nel 1970, al Madison Square Garden nel 1973, all'Earls Court nel 1975, a Knebworth nel 1979 e registrazioni bonus con esibizioni live alla Denmarks Radio ed alcune interviste.

## Critica
- Disco di Platino il 7 luglio 2003
- DVD più venduto in America per 3 anni
- Sul sito di Amazon 560 utenti su 618 lo hanno votato con 5 stelle

## Tracce

### DVD 1
- Royal Albert Hall - 9 gennaio 1970 Durata Totale 1:42:00

1. We're Gonna Groove - 3:14
2. I Can't Quit You Baby - 6:25
3. Dazed and Confused - 15:10
4. White Summer - 11:54
5. What Is and What Should Never Be - 4:02
6. How Many More Times - 20:02
7. Moby Dick - 15:02
8. Whole Lotta Love - 6:03
9. Communication Breakdown - 3:40
10. C'mon Everybody - 2:28
11. Something Else - 2:02
12. Bring It on Home - 7:33

- Communication Breakdown (Video Promozionale) - 2:24
- Danmarks Radio (Gladsaxe Teen Club, Gladsaxe) - 17 marzo 1969 Durata Totale: 30:21

1. Communication Breakdown - 2:46
2. Dazed and Confused - 9:09
3. Babe I'm Gonna Leave You - 6:46
4. How Many More Times - 12:20

- Supershow (Staines Studio, Londra) - 25 marzo 1969: Dazed and Confused 7:33
- Tous En Scène (Antenne Culturelle du Kremlin-Bicetre, Parigi) - 19 giugno 1969 Durata Totale: 8:03

1. Communication Breakdown - 2:51
2. Dazed and Confused - 5:12

### DVD 2
- Immigrant Song (Video: Sydney Showground, 27 febbraio 1972 / Audio: Long Beach Arena - L.A., estate 1972) 4:03
- Madison Square Garden - 27, 28&29 luglio 1973 (Out-Takes di "The Song Remains the Same") Durata Totale: 22:39

1. Black Dog 5:30
2. Misty Mountain Hop 4:50
3. Since I've Been Loving You 8:03
4. The Ocean 4:16

- Earls Court - 24&25 maggio 1975 Durata Totale: 45:46

1. Going to California 4:41
2. That's the Way 6:04
3. Bron-Yr-Aur Stomp 5:31
4. In My Time of Dying 11:14
5. Trampled Under Foot 8:14
6. Stairway to Heaven 10:32

- Knebworth - 4 agosto 1979 Durata Totale: 50:11

1. Rock and Roll 3:47
2. Nobody's Fault But Mine 5:45
3. Sick Again 5:08
4. Achilles Last Stand 9:03
5. In the Evening 7:56
6. Kashmir 8:50
7. Whole Lotta Love 7:06
8. You'll Never Walk Alone 1:21

- New York NBC Studio, 19 settembre 1970

1. "Press Conference"  	3:26

## Menù
I menù dei due DVD includono spezzoni di scene tagliate e clip di materiale audio non incluso nei DVD. Le tracce o le scene inedite sono in grassetto, quelle presenti nel DVD in corsivo.

### DVD 1
- Menù Principale: Arrivo dei Led Zeppelin all'aeroporto di Reykjavík (Parte 1) con in sottofondo Moby Dick (Royal Albert Hall)
- Selezione scene Royal Albert Hall 1: I Led Zeppelin nel Backstage della Royal Albert Hall
- Selezione scene Royal Albert Hall 2: Soundcheck, "Thank You"
- Selezione Clips: Heartbreaker (assolo di chitarra del brano, Royal Albert Hall)
- Menù "Opzioni Audio": Arrivo dei Led Zeppelin all'aeroporto di Reykjavík (Parte 2) con in sottofondo Stairway to Heaven (Earls Court, la performance completa è presente sul DVD 2)
- Crediti (sia DVD 1 che DVD 2): Heartbreaker (versione in studio, completa)

### DVD 2
- Menù Principale: Dazed and Confused, durante l'assolo di chitarra con l'archetto di violino (Reykjavík 22 giugno 1970)
- Selezione scene Madison Square Garden: Since I've Been Loving You con scene del backstage
- Selezione scene Earls Court: Bron-Yr-Aur Stomp con scene dei Led Zeppelin che passeggiano per Londra
- Selezione scene Knebworth: schiamazzi del pubblico con i Led Zeppelin ripresi a Knebworth dalla prospettiva del pubblico
- Selezione scene interviste: Over the Hills and Far Away (intro, Madison Square Garden)
- Selezione filmati promozionali: The Song Remains the Same (completa, registrata al LA Forum il 21 giugno 1977)
- Menù "Opzioni Audio": The Crunge (Seattle Center Coliseum)